# Bayard Taylor

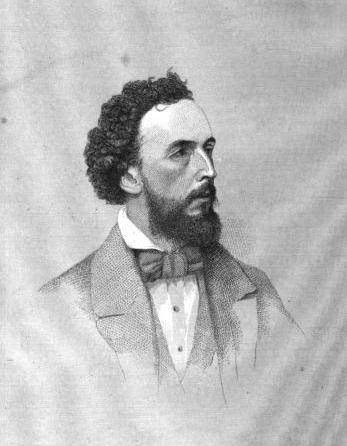
Bayard Taylor

Bayard Taylor (* 11. Januar 1825 in Kennett Square, Chester County, Pennsylvania; † 19. Dezember 1878 in Berlin, Deutsches Kaiserreich) war ein US-amerikanischer Reiseschriftsteller, Diplomat und Dichter.

## Leben
Er wurde mit 17 Jahren Buchdruckerlehrling in West Chester, widmete sich nebenbei der Literatur und den schönen Wissenschaften und machte mit seinen Ersparnissen 1844–46 eine Fußtour durch Europa, worüber er in Views afoot (1846) berichtete. Zwei Jahre später veröffentlichte er seine Rhymes of travel.
Nach seiner Rückkehr holte ihn Horace Greeley als Redakteur zur New York Tribune. Das Blatt schickte ihn 1848 nach Kalifornien, von wo aus er über den amerikanischen Goldrausch berichtete. Eine zusammenfassende Darstellung kam 1849 heraus. Im selben Jahr heiratete Taylor Mary Agnew, die im Sommer des darauffolgenden Jahres an Tuberkulose starb.
Seine Poems and ballads erschienen 1851, ebenso sein Book of romances, lyrics and songs. In demselben Jahr unternahm er eine Reise in den Orient und ins Innere Afrikas. Im Oktober 1852 begab er sich von England über Spanien nach Bombay und von da aus nach China, wo er der amerikanischen Gesandtschaft beigegeben wurde. Im Frühjahr 1853 begleitete er Kommodore Matthew Perrys Flottengeschwader nach Japan (→Schwarze Schiffe) und kehrte Ende dieses Jahres nach New York zurück. Seine Reiseberichte veröffentlichte er in der Tribune, später in Buchform: A journey to Central Africa (1854), The lands of the Saracen (1855) und A visit in India, Japan and China (1856).

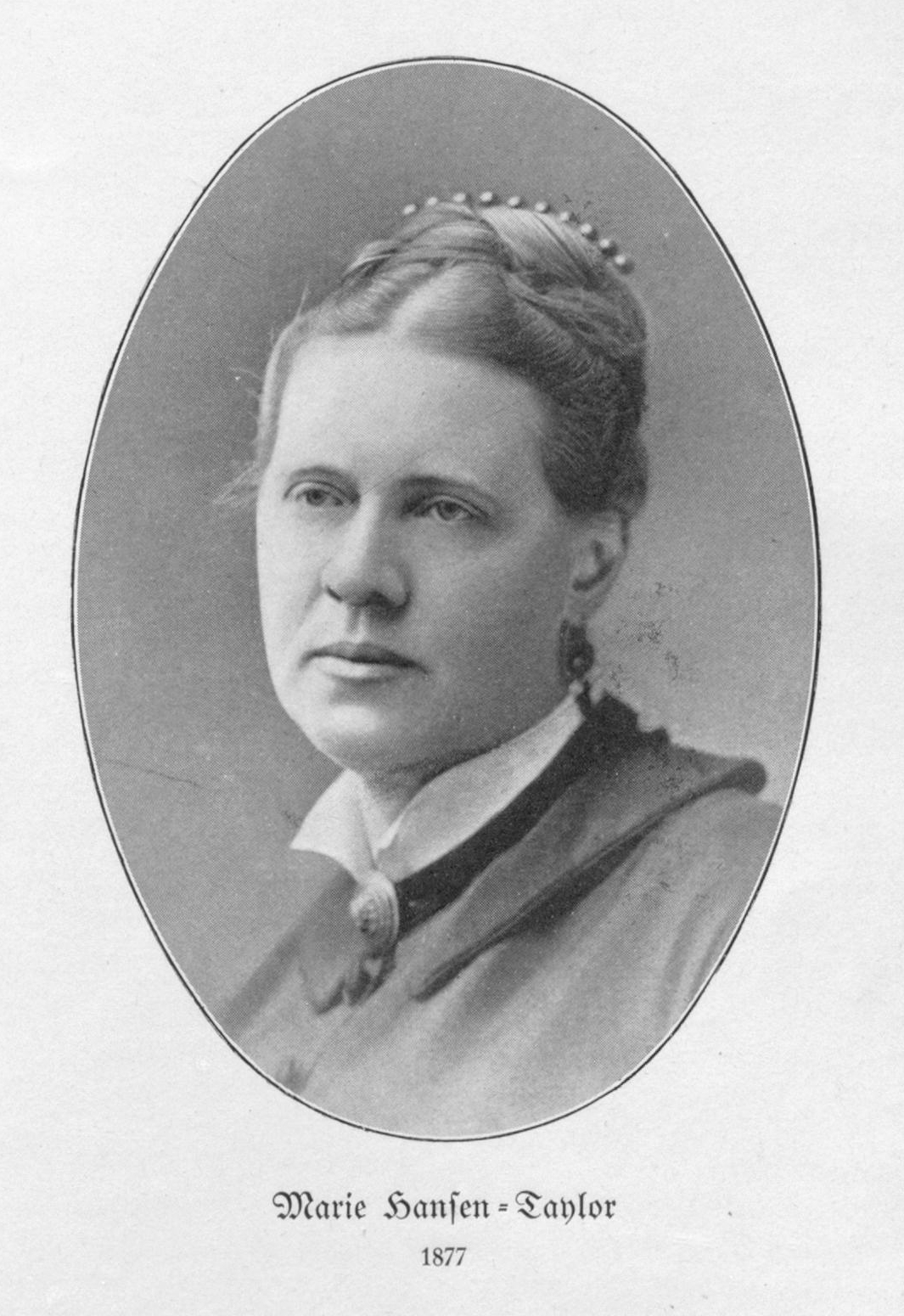
Marie Hansen-Taylor, 1877

Von 1856 bis 1858 von neuem auf Reisen, besuchte er Lappland und Norwegen, dann Griechenland und Kreta, Polen und Russland. Früchte dieser Reisen waren die Schriften Northern travel (1857) und Travels in Greece and Russia (1859). Im Oktober 1857 heiratete er Maria Hansen (1829–1925), Tochter des Astronomen Hansen in Gotha, und im Winter 1857/58 reiste das Ehepaar nach und durch Griechenland.
Marie Hansen-Taylor übersetzte nun zeit ihres Lebens viele Schriften ihres Ehemannes ins Deutsche. 1858 kam ihre einzige Tochter Lilian in Gotha zu Welt, deren Gouvernante für eine Zeit Augusta Bender war. Nach Rückkehr in die Vereinigten Staaten baute Taylor sich in Cedarcroft bei Philadelphia ein Landhaus. 1862–63 war er Gesandtschaftssekretär in Sankt Petersburg. Von 1866 bis 1868 und wiederum von 1872 bis 1874 bereiste er von neuem Europa, vorzugsweise Thüringen, Italien und die Schweiz. Zwischendurch unternahm er Kurzreisen nach Ägypten und Island. Im Mai 1878 wurde Taylor von Präsident Rutherford B. Hayes zum Gesandten der Vereinigten Staaten in Berlin ernannt. Hier ereilte ihn am 19. Dezember 1878 ein plötzlicher und früher Tod. Beerdigt wurde Bayard Taylor fast ein Jahr später auf dem von seinem Heim Cedarcroft drei Meilen entfernten Friedhof Longwood.

## Rezeption

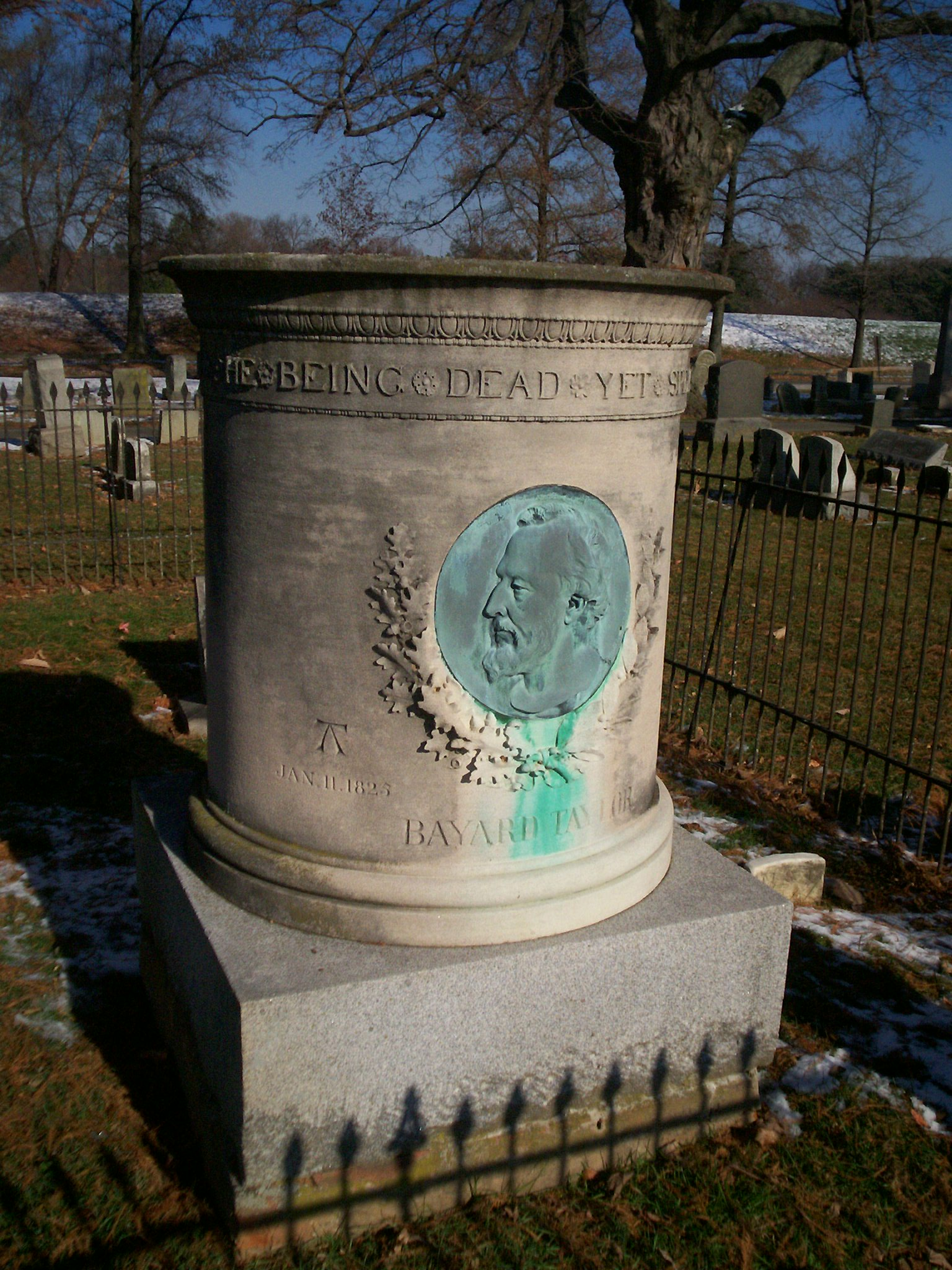
Grab Bayard Taylors

Während seiner Zeit als Redakteur bei der New York Tribune gab Taylor gemeinsam mit George Ripley ab 1852 das mehrbändige Handbook of Literature and Fine Arts heraus. Mit diesem Werk und mit seiner meisterhaften Übertragung von Johann Wolfgang von Goethes „Faust“ (Erster und Zweiter Teil) im Versmaß des Originals (1870/71) trug Taylor zur Verbreitung der Kenntnis deutscher Literatur in Amerika bei.
Neben seiner Faust-Übersetzung, für die Taylor heute noch bekannt ist, umfasst sein Œuvre Beschreibungen nahezu aller seiner Reisen, wie auch poetische Arbeiten, welche ihn als ernsthaften Lyriker ausweisen. Er verfasste einige Theaterstücke, denen aber kein länger anhaltender Erfolg beschieden war, aber auch Romane, von denen vor allem The Echo Club (1876) und Joseph and his friend (1871) zu kontroversen Diskussionen bei seinen Lesern führten. Das erste Werk war eine Satire auf die englische Literatur und mit letzterem thematisierte Taylor das erste Mal die intime Freundschaft zwischen zwei Männern.
Daneben verfasste Taylor auch einige Sachbücher und betätigte sich als Herausgeber. Bereits kurz nach seinem Tod erschienen einige Werkausgaben.

## Werke (Auswahl)

### Als Autor
Briefe
- Charles Duffy (Hrsg.): The correspondence of Bayard Taylor and Paul Hamilton Hayne. University Press, Baton Rouge 1945.
- John R. Schultz (Hrsg.): The unpublished letters of Bayard Taylor in the Huntington Library. Huntington Press, San Marino, Calif. 1937.

Lyrik
- Poems of the Orient. Ticknor & Fields, Boston 1854.
- Poems of home and travel. Ticknor & Fields, Boston 1855.
- The poet's journal. 1862.
- The picture of St. John. Ticknor & Fields, Boston 1866.
- Lars. 1873.
- Home pastorals. 1875.

Reisebeschreibungen
- At Home and abroad. A sketch-book of life, scenery and men. Putnam, New York 1859 und 1862 (2 Bde.)
- Colorado. Putnam, New York 1867.
- Byways of Europe. Putnam, New York 1869.
- Egypt and Iceland. Putnam, New York 1875.
- Reisen in Griechenland - nebst einem Ausflug nach Kreta. Voigt & Günther, Leipzig 1862 (aus dem Englischen von Marie Hansen-Taylor).
- Northern Tale. Summer and winter pictures in Sweden, Lapland, and Norway. Sampson Low, London 1858.
  - deutsch: Nordische Reise. Sommer- und Winterbilder aus Schweden, Lappland und Norwegen. Voigt & Günther, Leipzig 1858.
- A journal to Central Africa.
  - deutsch: Eine Reise nach Centralafrika oder Leben und Landschaften von Egypten bis zu den Negerstaaten am weissen Nil. Voigt & Günther, Leipzig 1855.
- Eldorado, or adventures in the path of empire.
  - deutsch: El-Dorado. Schilderungen einer Reise über Panama nach Kalifornien und des Aufenthalts daselbst. Verlag für Amerikanistik, Wyk/Foehr 1989, ISBN 3-924696-32-2. (Nachdr. d. Ausg. Weimar 1851)

Romane
- Hannah Thurston. A story of American life. Gregg International, Upper Saddle, N.J. 1968 (Nachdr. d. Ausg. New York 1863).
  - deutsch: Hannah Thurston, die Emancipirte. Roman aus dem amerikanischen Leben. Hoffmann & Campe, Hamburg 1864/66 (3 Bde.)
- John Godfrey's fortunes, related by himself. A story of American life. Putnam, New York 1886 (Nachdr. d. Ausg. New York 1865).
- The story of Kennett. University Press, New Haven, Conn. 1973 (Nachdr. d. Ausg. New York 1866).
  - deutsch: Kennett. Roman. Thienemann, Gotha 1867.
- The Echo Club. Literature House, Upper Saddle, N.J. 1970, ISBN 0-8398-1951-X (Nachdr. d. Ausg. New York 1895)
- Joseph and his friend. A story of Pennsylvania. Putnam, New York 1870.
  - deutsch: Joseph und sein Freund. Roman. Janke Verlag, Berlin 1901.

Sachbücher
- A history of Germany. From earliest times to the present day. Appleton, New York 1894 (Nachdr. d. Ausg. New York 1874).
  - deutsch: Geschichte von Deutschland. auerbach, Stuttgart 1875.
- Studies in German literature. Putnam, New York 1879.
  - deutsch: Die Dichtung in Bildern. Literarische Studien. Perthes, Leipzig 1881.
- Critical essays and notes. 1880.

Theaterstücke

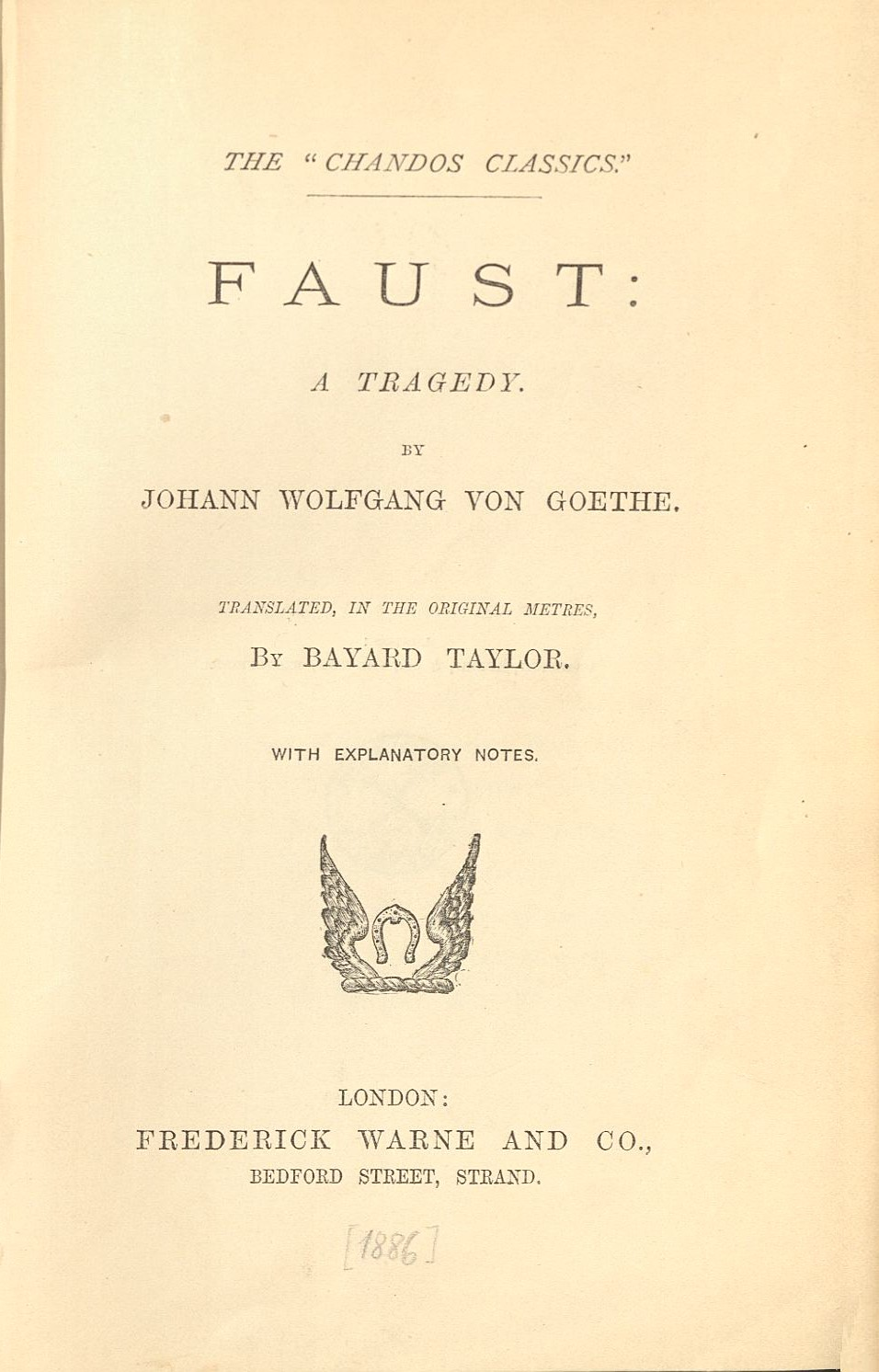
Goethes Faust in Taylors Übersetzung. Ausgabe 1886

- The masque of the gods. Osgood, Boston 1872.
- The prophet. A tragedy. Osgood, Boston 1874.
- Prince Deukalion. A lyrical drama. Trübner, London 1878.

Werkausgaben
- The dramatic works of Bayard Taylor. AMS Press, New York 1969 (Nachdr. d. Ausg. Boston 1880).
- The poetical works. AMS Press, New York 1970, ISBN 0-404-06354-3 (Nachdr. d. Ausg. Boston 1881).
- Works. Putnam, New York 1893ff

1. Serie 1. 1893/96 (5 Bde.)
2. Serie 2. 1891/93. (10 Bde.).

- Ausgewählte Schriften. Perthes, Leipzig 1881 (2 Bde.).
- Critical essays and literary notes. Low, Marston, Searle & Rivington, London 1880.
- Sammlung seiner Reisen erschien in 6 Bänden in New York 1881.

### Als Herausgeber
- Esaias Tegnér: Frithiof's Saga. Leypoldt & Holt, New York 1867.

### Als Übersetzer
- Johann W. von Goethe: Faust. Part 1 and 2. Sphere Books, London 1974, ISBN 0-7221-3921-7 (Nachdr. d. Ausg. New York 1870/71).